# James Taylor (음반)
《James Taylor》는 미국의 싱어송라이터 제임스 테일러의 데뷔 스튜디오 음반이다. 1968년 12월 6일에 발매된 이 음반은 애플 레코드가 발매한 영국인이 아닌 아티스트의 첫 음반이었으며, 테일러의 유일한 음반이기도 했다. 이 음반은 남아프리카 공화국 시장에 첫 번째 《First Album》이라는 제목으로 발매되었다.

## 배경
이 음반은 비틀즈의 새로 결성된 레이블 애플 레코드의 A&R 책임자인 피터 애셔가 프로듀싱했다. 테일러는 비틀즈가 화이트 앨범을 녹음하던 1968년 7월부터 10월까지 트라이던트 스튜디오에서 음반을 녹음했다. 당시 트라이던트는 영국에서 가장 기술적으로 진보된 스튜디오였고 수요가 많았으며 비틀즈가 예약한 세션 시간은 테일러의 음반을 녹음하는 데 대신 사용되었다. 폴 매카트니와 피터 애셔는 편곡가 리처드 앤서니 휴슨을 불러 몇몇 곡에 오케스트레이션과 그들 사이에 있는 특이한 "연결" 구절을 추가했다.

## 발매 및 평가
| 전문가 평가                   | 전문가 평가 |
| 평가 점수                     | 평가 점수   |
| 출처                          | 점수        |
| ----------------------------- | ----------- |
| AllMusic                      | [ 6 ]       |
| Encyclopedia of Popular Music | [ 7 ]       |
| Mojo                          | [ 8 ]       |
| MusicHound Rock               | 3.5/5       |
| Rolling Stone                 | (favorable) |
| Rolling Stone Album Guide     | [ 10 ]      |
| Tom Hull                      | B−          |

이 음반은 1968년 12월 6일, 영국에서, 1969년 2월 미국에서 애플 레코드에 의해 발매되었다. 비판적인 반응은 대체로 좋았는데, 《롤링 스톤》 매거진의 존 랜도 리뷰에서 "이 음반은 내가 오랜만에 들이마신 신선한 공기 중 가장 시원한 숨결이고, 나를 기절시킨다"라고 말했다. 음반의 상업적 잠재력은 테일러가 마약 중독으로 병원에 입원하여 홍보하지 못하면서 어려움을 겪었고, 음반의 판매량은 저조했다. 〈Carolina in My Mind〉와 〈Something's Wrong〉은 1969년 2월, 영국에서 싱글로 발매되었으나 차트 작성에는 실패했다. 1969년 3월, 미국 (애플 1805)에서 싱글로 발매되었으나 118위에 그쳤고, 〈Knocking 'Round the Zoo〉는 프랑스(APF 506)에서 〈Something's Wrong〉을 배경으로 싱글로 발매되었다.
1970년대 애플로부터 라이선스 권리를 얻는 데 어려움이 있었기 때문에 〈Something in the Way She Moves〉와 〈Carolina in My Mind〉는 1976년 테일러의 《Greatest Hits》 음반으로 재녹음되었다.

## 곡 목록
모든 곡들은 특별한 언급이 없는 한 제임스 테일러에 의해 작사/작곡하였다.
| #  | 제목                               | 재생 시간 |
| -- | ---------------------------------- | --------- |
| 1. | 〈Don't Talk Now〉                 | 2:36      |
| 2. | 〈Something's Wrong〉              | 3:00      |
| 3. | 〈Knocking 'Round the Zoo〉        | 3:26      |
| 4. | 〈Sunshine Sunshine〉              | 3:30      |
| 5. | 〈Taking It In〉                   | 3:01      |
| 6. | 〈Something in the Way She Moves〉 | 2:26      |

| #   | 제목                                | 작사·작곡           | 재생 시간 |
| --- | ----------------------------------- | ------------------- | --------- |
| 7.  | 〈Carolina in My Mind〉             |                     | 3:36      |
| 8.  | 〈Brighten Your Night With My Day〉 |                     | 3:05      |
| 9.  | 〈Night Owl〉                       |                     | 3:38      |
| 10. | 〈Rainy Day Man〉                   | 테일러, 잭 위즈너   | 3:00      |
| 11. | 〈Circle Round the Sun〉            | 민요, 테일러 (편곡) | 3:24      |
| 12. | 〈The Blues Is Just a Bad Dream〉   |                     | 3:24      |